# 圣科诺
圣科诺（義大利語：San Cono），是意大利西西里大区卡塔尼亞廣域市的一个市镇。总面积6.56平方公里，人口2912人，人口密度443.9人/平方公里（2009年）。ISTAT代码为087040。